# Horten Ho 229
Horten Ho 229 (също Horten Ho IX, Gotha Go 229) е експериментален турбореактивен самолет, разработван в Германия в годините на Втората световна война. Аеродинамичната му схема е летящо крило. Проектът е на братята Хортен и води началото си от 1931 г. На 1 март 1944 г. Horten Ho 229 V1 извършва първия си полет, а през февруари на следващата година полита Horten Ho 229 V2, но вече като изтребител. Изработени са 18 "машинокомплекта", но окомплектоването им е преустановено през пролетта на 1945 г.

## Предпоставки за създаване на самолета
Братята Валтер и Реймар Хортен били убедени, че от гледна точка на аеродинамиката, най-съвършената форма за самолета е тази на „летящо крило“. По тази схема те конструират първия си планер Hörten I през 1931 г. През 1936 г. братята постъпват на служба в Луфтвафе, продължавайки разработките си. Идеята на двамата братя се е основалала на това, че чистото крило ще има значително по-ниско аеродинамично съпротивление. Фразата „В един самолет, освен крилата, всичко друго е излишно“ принадлежи на по-големия брат Реймар.

## Проектиране и разбработка
В началото на 1943 г. в Германия е приета програма за бързото създаване на скоростен реактивен самолет. Програмата получава популярното име „1000-1000-1000“, т.е. доставката на 1000 кг бомби на разстояние 1000 км със скорост 1000 км/ч. Конкурсът е спечелен от „Команда-9“ с представения от нея проект на самолет „H IX“. Ръководещи конструктори на „Командата“ са Валтер и Раймар Хортен с опит в създаването на „безопашни самолети“ и „летящи крила“. 
В края на август 1943 г. със заповед на райхсмаршала Херман Гьоринг започва изработването на два прототипа, условно обозначени: „H IX V1“ и „H IX V2“. Сроковете са извънредно кратки. Единият (H IXV1) да бъде готов до март 1944 г. без двигатели, а другия – до юни същата година с два турбореактивни мотора BMW 003A. Сглобяването на двата самолета става в престижна ремонтна фабрика в Гьотинген.
Конструктивно самолетът H IX е изпълнен по класическата схема на „летящо крило“. Обемът на центроплана давал възможност да се поберат: пилотът, двигателите и шасито, а в „бобровата опашка“ – спирателният парашут.
При опитните образци обшивката на самолета се изработвала от шперплат с дебелина 17 mm. При серийно произвоство се предвиждала трикомпонентна обшивка с дебелина 15 мм, състояща се от два външни слоя от шперплат с дебелина 1,5 mm и вътрешен слой с дебелина 12 mm от примесени с лепило дървени въглища и стърготини. Предвиждало се дървените въглища да бъдат основен материал за „невидимостта“ на самолета.

## Оперативна история
Първият полет на H IX V1 е  точно по план — на 1 март 1944 г.. Вторият полет е извършен на 5 март същата година, третият – на 23 март,  четвъртият – на 20 април. Тъй като H IX V1 е бил без двигатели, за буксир са използвани самолети He 45 или He 111. Полетите сa изпълнявали от летище Гьотинген.
Предвиденият зa втория опитен образец H IX V1 свигател BMW 003A не бил готов в срок и това налага използването на друг — Jumo 004B, с по-голям обем и по-тежък, заради което са предприети бързи конструктивни преработки на първоначалния проект. Въпреки това е сключен договор с фирмата Gotha във Фридрихсрода, за производството на 20 броя от този H IX V2, под названието „Ho 229“.
Първият полет на втория прототип H IX V2 с двигатели Jumo 004B е изпълнен от лейтенант Ервин Цилер на 18 декември 1944 г.
На 18 февруари 1945 г., при четвъртия полет на машината, управлявана отново от лейтенант Цилер, се получават редица повреди, включително и загуба на десния двигател. Въпреки това пилотът успява да приземи „летящото крило“, но то се преобръща на земята, възпламенява се, а асът успява да катапултира, но умира от раните си.
Въпреки неудачите при четвъртия изпитателен полет, към датата на извършването му във фабриката Gotha се намира напълно завършен и готов за изпитания самолет Ho 229 V3 (прототип на серийния Go.229a). Освен това, в различни стадии на производство са били Ho 229 V4, Ho 229 V5 (прототипи на Go.229b — двуместен нощен изтребител) и Ho 229 V6. Също така имало готови детайли за производството на останалите 14 броя самолети от този тип.
На 12 март 1945 г. след съвещание при Гьоринг, Go.229 е включен в „спешна изтребителна програма“, но след два месеца американците превземат завода в Фридрихсрода.

## Оцелели самолети
Всичко, попаднало в ръцете на победителите е основно проучено от специалистите. Плененият Ho 229 V3 (H IX V3) се съхранява Смитсоновия институт, САЩ, реставриран, в пълна техническа изправност.

## Първична „Стелт“ технология
Братята Хортен за първи път прилагат системата Unsichtbar, т.е. снижаването на радарната и инфрачервената забележимост на самолета Ho 229 (HIX).
Намаляването на радарната забележимост е постигната от конструкторски и технологически разработки: „летящото крило“, двигателите – разположени вътре в центроплана, потопените въздухозаборници, използването на радиопоглъщащи материали за повърхностите на самолета.
Намаляването на инфрачервената забележимост на апарата се постига чрез екранирането на изтичащата от двигателите струя от „бобровата опашка“ и също така от система за охлаждане на струята.
Днешната система „Стелт“ покрива напълно, постигнатото преди години от „Ho 229“, като естествено са използвани нови технологии и материали. Така са създадени в САЩ и нашумелите в последните войни изтребител бомбардировач F-117 и стратегическия бомбардировач В-2. 

## Технически характеристики
Техническите характеристики на H IX V2 (Ho 229) са: разпереност – 16 м, площ на крилото – 52,8 м, стреловидност – 32,2, тегло на горивото – 1700 кг, мексималнсо тегло – 6876 кг, скорост на излитане – 150 км/ч, скорост на кацане – 130 км/ч, крайсерска скорост 900 км/ч, мксимална скорост – 990 км/ч.
- екипаж: 1 (Ho 229a), 2 (Ho 229b)
- двигатели: 2 × Jumo-004B, 900 kg
- размах на крилата: 16,8 m
- дължина: 7,2 m
- височина: 2,6 m
- площ на крилата: 52,8 m²
- стреловидност: 32,2
- стартово тегло: 6 876 kg
- тегло празен: 4 844 kg
- тегло на горивото: 1 700 kg
- максимално полетно тегло: 8 100 kg
- боен товар: 1 000 kg
- скорост при излитане: 150
- скорост при кацане: 130 km/h
- крайцерска скорост: 900 km/h
- максимална скорост: 990 km/h
- боен радиус на действие: ~ 1 000 km
- въоръжение: 4 x МК-108 или МК-103